# Liriomyza certosa
Liriomyza certosa este o specie de muște din genul Liriomyza, familia Agromyzidae, descrisă de Spencer în anul 1961. Conform Catalogue of Life specia Liriomyza certosa nu are subspecii cunoscute.